# Liga Internacional de Mujeres Ibéricas e Hispanoamericanas
Liga Internacional de Mujeres Ibéricas e Hispanoamericanas eller International League of Iberian and Latin American Women, är en internationell kvinnoorganisation i Latinamerika, grundad 1921. 
Organisationen grundades sedan latinamerikanska feminister hade besökt USA och bevittnat den framgång kvinnoföreningar hade uppnått i USA och Kanada. Den fungerade som en internationella paraplyorganisation för kvinnoföreningar i latinamerikanska stater. Flera nationella lokalföreningar grundades, i bland annat Colombia och Nicaragua. Organisationen och dess lokalföreningar arrangerade kvinnokonferenser i olika länder från 1922.  